# Цивилизација долине Инда
На обалама реке Инда, у данашњем Пакистану, појавила се и развијала једна од најстаријих светских цивилизација између 2700. и 1750. п. н. е. Њена средишта су била градови Мохенџо-даро, Харапа и Лотал, са по 40.000 становника. Велике јавне грађевине, грађене од опека од блата , показују да је ова цивилизација била веома напредна. Врло мало знамо о свакодневном животу становника долине Инда, осим да су трговали са Сумерима и практиковали један од првих облика хиндуизма. Њихова је цивилизација необјашњиво пропала након 1750. п. н. е. Узрок може бити нека инвазија Аријеваца или промена тока реке Инда.

## Мохенџо-даро
Градови у долини Инда били су плански грађени по узорку мреже. Имали су широке главне путеве и уске уличице. Кућни отпад одводио се одводним каналима. Све су куће биле изграђене око средишњег дворишта. Људи су током дана у том дворишту живели и радили.

### Велика житница
Неки историчари сматрају да су становници у долини Инда житницу користили као банку јер је била сигурносно складиште блага трговаца и владара овог града. 
- Житница- је имала дрвени зид дуг 46 м и кровове дуж целе грађевине.
- Купалиште - је било једна од највећих и најважнијих грађевина у Мохенџо-дару.
- Малена купалишта - смештена у грађевинама недалеко од главног купалишта.
- Средишња купалишта - су се користила за верске намене, примери су обредно прање пре светковине.
- Цитадела - је високо подручје на којем су биле смештене важне јавне грађевине. Високо подручје лакше се брани.
- Ступа или будистичко светиште - саграђена је много касније након постојања града Мохенџо-даро. Изворни главни храм становника долине Инда може бити скривен испод хумка ступе.

## Наука
Попут већине древних цивилизација, становници долине Инда имали су свој састав за мерење масе и дуљине. То је олакшавало трговину, а могло се одређивати и вредност робе ради плаћања пореза. Ти древни становници били су и вешти лончари и металски радници. Израђивали су фине осликане посуде, фигуре од теракоте и леп златни накит. Научили су мешати бакар и калај и призводити бронзу.

### Печати
Индски народ је користио печате за показивање имовине. У сваки печат је урезана слика животиње, на пример пример једнорога, и запис.
Археолози су пронашли камене печате са записима који не наликују ниједном другом старом писму. Кад би се пронашли дуги текстови, историчари би их могли дешифровати - међутим, записи у долини Инда су кратки па њихово значење остаје тајна.

## Религија
О религији у долини Инда се мало зна. Због важности воде, што доказује постојање купалишта, неки историчари су је повезали с каснијим хиндуизмом. Различите пронађене статуе могле би представљати богове и богиње. Већина кипова пронађених у индским градовима имају маске на глави и накит па се претпоставља да представљају фигуре богиња.